# Horst Friedrich (Politiker)
Horst Friedrich (* 12. Oktober 1950 in Bayreuth) ist ein deutscher Politiker (FDP).

## Leben und Beruf
Nach dem Erwerb der mittleren Reife machte Friedrich eine Lehre zum Industriekaufmann bei der Firma Zapf in Bayreuth. Danach leistete er seinen Wehrdienst beim Gebirgsjägerbataillon 231 ab. Anschließend war er elf Jahre bei seiner Lehrfirma beschäftigt, darunter fünf Jahre im Bereich der innerbetrieblichen Kostenrechnung und als Personalchef. In dieser Zeit absolvierte er eine weitere Ausbildung zum Betriebswirt (VWA) an der Verwaltungs- und Wirtschaftsakademie in Bayreuth. Seitdem ist Friedrich als freier Handelsvertreter selbständig tätig.
Horst Friedrich ist evangelisch-lutherisch, seit 1973 verheiratet und hat zwei Kinder.

## Partei
Seit 1984 ist Friedrich Mitglied der FDP, von 1985 bis 1995 war er Ortsvorsitzender in Bayreuth, gleichzeitig von 1987 bis 1998 Bezirksschatzmeister und von 1998 bis 2006 Vorsitzender des Bezirksverbandes Oberfranken. Ferner war Horst Friedrich von 2000 bis 2009 stellvertretender Vorsitzender des FDP-Landesverbandes Bayern. Seit 1998 ist er Vorsitzender des bayerischen FDP-Landesfachausschusses Verkehr, Bau und Wohnungswesen. Außerdem gehörte er von 2005 bis 2007 dem FDP-Bundesvorstand an. Er ist Vorsitzender des FDP-Bundesfachausschusses Verkehrspolitik.
Friedrich war von 1995 bis 2009 Vorsitzender der Vereinigung Liberaler Männer in Deutschland e. V.

## Abgeordneter
Von 1990 bis 2009 war Horst Friedrich Mitglied des Deutschen Bundestages. Hier war er seit 1994 Fraktionssprecher für Verkehrspolitik und seit 1995 Vorsitzender des Arbeitskreises V Infrastruktur und Umwelt der FDP-Bundestagsfraktion. Als Vorsitzender des Arbeitskreises V der FDP-Fraktion war er auch Mitglied des erweiterten Fraktionsvorstandes der FDP-Bundestagsfraktion. Er saß der Landesgruppe der bayerischen FDP-Bundestagsabgeordneten als Obmann vor.
Friedrich war seit 1998 Vorsitzender der Deutsch-Japanischen Parlamentariergruppe und außerdem stellvertretender Vorsitzender der Deutsch-Slowenischen Parlamentariergruppe. Er gehörte bis zu seinem Ausscheiden aus dem Bundestag außerdem dem Eisenbahninfrastrukturbeirat bei der Bundesnetzagentur und dem Parlamentarischen Gesprächskreis Transrapid an.
Horst Friedrich ist stets über die Landesliste Bayern in den Bundestag eingezogen. Sein Wahlkreis war Bayreuth. Für den 17. Deutschen Bundestag hat er nicht wieder kandidiert.
Unterlagen über Friedrichs Abgeordnetentätigkeit befinden sich im Archiv des Liberalismus der Friedrich-Naumann-Stiftung für die Freiheit in Gummersbach.

## Ehrungen
- Bundesverdienstkreuz am Bande (22. September 2001)[1]
- Bayerischer Verdienstorden
- Orden der aufgehenden Sonne